# 正统 (年号)
正统（1436年—1449年）为中国明朝第六位皇帝明英宗朱祁镇首次登基后使用的年号，前后共14年。
正统十四年八月十五日英宗于土木堡之变被俘，九月六日明代宗即位沿用，翌年改元景泰。

## 重要人物
- 王振

## 公元纪年对照表
| 正統 | 元年   | 二年   | 三年   | 四年   | 五年   | 六年   | 七年   | 八年   | 九年   | 十年   |
| ---- | ------ | ------ | ------ | ------ | ------ | ------ | ------ | ------ | ------ | ------ |
| 西元 | 1436年 | 1437年 | 1438年 | 1439年 | 1440年 | 1441年 | 1442年 | 1443年 | 1444年 | 1445年 |
| 干支 | 丙辰   | 丁巳   | 戊午   | 己未   | 庚申   | 辛酉   | 壬戌   | 癸亥   | 甲子   | 乙丑   |
| 正統 | 十一年 | 十二年 | 十三年 | 十四年 |        |        |        |        |        |        |
| 西元 | 1446年 | 1447年 | 1448年 | 1449年 |        |        |        |        |        |        |
| 干支 | 丙寅   | 丁卯   | 戊辰   | 己巳   |        |        |        |        |        |        |

## 同期存在的其他政权年号
- 中國
  - 泰定（1448年－1449年）：明朝时期—陳鑑胡之年号
  - 东阳（1449年－1450年）：明朝时期—黄萧养之年号
- 越南
  - 紹平（1434年－1440年）：后黎朝—太宗黎元龍之年号
  - 大寶（1440年－1443年）：后黎朝—太宗黎元龍之年号
  - 大和或太和（1443年－1454年）：后黎朝—仁宗黎邦基之年号
- 日本
  - 永享（1429年－1441年）：后花园天皇之年號
  - 嘉吉（1441年－1444年）：后花园天皇之年號
  - 文安（1444年－1449年）：后花园天皇之年號
  - 宝德（1449年－1452年）：后花园天皇之年號

## 深入閱讀
- 李崇智. . 北京: 中華書局. 2004年12月. ISBN 7101025129.
- 鄧洪波. . 臺北: 國立臺灣大學東亞經典與文化研究計劃. 2005年3月  [2021-11-26]. ISBN 9789860005189. （原始内容 (pdf)存档于2007-08-25）.

## 參看
- 中國年號索引
- 明朝年號列表
- 其他正統的消歧義

| 前一年號： 宣德 | 明朝年号 1436年－1449年 | 下一年號： 景泰 |